# 10316 Williamturner
10316 Williamturner este un asteroid din centura principală de asteroizi.

## Descriere
10316 Williamturner este un asteroid din centura principală de asteroizi. A fost descoperit pe 22 septembrie 1990 la Observatorul La Silla de Eric Walter Elst. Asteroidul prezintă o orbită caracterizată de o semiaxă mare de 3,16 ua, o excentricitate de 0,15 și o înclinație de 5,7° în raport cu ecliptica.